# Молдавський обласний комітет Комуністичної партії (більшовиків) України
Молдавський обласний комітет Комуністичної партії (більшовиків) України — орган управління Молдавською обласною партійною організацією КП(б) України (1924–1940 роки). Молдавська Автономна Радянська Соціалістична Республіка утворена 12 жовтня 1924 року. 2 серпня 1940 року вийшла із складу Української РСР і перетворена в Молдавську РСР.

## Перші (відповідальні) секретарі обласного комітету (обкому)
- жовтень 1924 — 27 грудня 1928 — Бадєєв Йосип Ісакович
- 27 грудня 1928 — березень 1930 — Богопольський Хаїм Бенціонович
- квітень 1930 — жовтень 1931 — Ільїн Ілля Мойсейович
- жовтень 1931 — липень 1932 — Плачинда Іван Семенович
- липень 1932 — 27 травня 1933 — Сірко Іван Миколайович
- червень 1933 — серпень 1935 — Булат Гурген Осипович
- серпень 1935 — квітень 1937 — Сідерський Зіновій Осипович
- квітень 1937 — серпень 1937 — Тодрес-Селектор Володимир Захарович
- вересень 1937 — 23 травня 1938 — в.о. Борисов Володимир Миколайович
- 23 травня 1938 — січень 1939 — Борисов Володимир Миколайович
- січень 1939 — травень 1939 — Мельников Олексій Миколайович
- червень 1939 — серпень 1940 — Бородін Петро Григорович

## Другі секретарі обласного комітету (обкому)
- липень 1932 — 1933 — Мукле (Клейман) Михайло Миронович
- березень 1933 — жовтень 1934 — Обушний Лука Каленикович (Костянтинович)
- жовтень 1934 — серпень 1937 — Голуб Микола Ісайович
- вересень 1937 — 23 травня 1938 — Борисов Володимир Миколайович
- 23 травня 1938 — січень 1939 — Мельников Олексій Миколайович
- січень 1939 — червень 1939 — Бородін Петро Григорович
- червень 1939 — серпень 1940 — Зеленчук Степан Спиридонович

## Секретарі обласного комітету (обкому)
- березень 1938 — червень 1939 — Зеленчук Степан Спиридонович (3-й секретар)
- лютий 1939 — 1940 — Герліманов Федір Федорович (по пропаганді)
- червень 1939 — січень 1940 — Циганко Володимир Васильович (3-й секретар)
- червень 1939 — листопад 1939 — Крамар Назар Матвійович (по кадрах)
- січень 1940 — серпень 1940 — Циганко Володимир Васильович (по кадрах)